# Молль, Иван Богданович
Иван Богданович Молль (1886—1927) — российский промышленник, первый директор Апрелевской фабрики грампластинок.
Сын Готлиба (Богдана) Молля. Родился в с. Думиничский завод (ныне п. Думиничи Калужской области).
Окончил в Москве частную гимназию И. И. Поливанова и физико-химический факультет МГУ по специальности инженер-технолог.

Ленин на Апрелевском заводе грампластинок, 25 апреля 1921 года. Второй справа от Ленина — директор Иван Молль

С 1913 года первый директор Апрелевской фабрики грампластинок «Метрополь-Рекорд» (товарищество Молль, Фогт и Кибарт) (до этого в 1910—1913 годах она управлялась учредителями).
В 1918 году как германский подданный отозван в Германию, но в 1919 году вернулся в Россию.
В 1919—1922 годах вел на Апрелевской фабрике запись и тиражирование речей В. И. Ленина и других деятелей компартии.
Руководил предприятиями (фабрикой грампластинок и Людиновским эмалировочным заводом) до 1927 года. Тяжело больной туберкулёзом, в 1927 году уехал в Германию, где вскоре умер во Франкфурте-на-Майне. Похоронен вместе с отцом в фамильной усыпальнице Моллей.